# Berde Band (tamburaški sastav)
Berde Band je atipični tamburaški sastav koji dolazi iz Slavonskog Broda. Osnovao ga je početkom 1992. godine za vrijeme Domovinskog rata Marko Benić. Odudaraju od uobičajenog tamburaškog sastava neuobičajeno velikim brojem članova i repertoarom koji pokriva cijeli spektar žanrova, jezika i kultura. Naziv sastava, "berde", je jedan od sinonima za kontrabas.

## Povijest sastava
Berde Band osnovao je 1992. godine Marko Benić, koji je preko dvadeset godina svirao u orkestru RTV-a Novi Sad s Janikom Balažom. Uz njega tu su još bili i Antun Tonkić, Mario Katarinčić, Mladen Jurković, Mato Danković, Mladen Boček, Damir Butković i Željko Danković. Svi članovi su domaći glazbenici koji su već ranije djelovali u raznim skupinama i orkestrima. 
Repertoar sastava je vrlo širok i uključuje i izvornu narodnu i skladanu glazbu, domaću i stranu zabavnu glazbu, crkvene (duhovne) pučke pjesme, popularnu klasičnu glazbu, engleski evergreen, pjesme španjolskog, francuskog i talijanskog govornog područja, latino-američke i druge plesne glazbe. Izvode skladbe u aranžmanima i transkripcijama profesionalnih aranžera, a neke od njih su "Drmeš" (popularni slavonski narodni ples), "La Bamba" (brzi ritam, Los Lobos), "Yesterday" (Beatlesi), "Sumertime" (George Gershwin), "Halleluja" (Georg Friedrich Händel) i "Ave Maria" (Franz Schubert). Zbog broja članova (osma, zbog čega su jedinstveni u hrvatskoj), predstavljaju jednu vrstu komornog tamburaškog orkestra.
Svoju glazbu predstavili su u mjestima širom Hrvatske i inozemstva, a neka od njih su Bosna i Hercegovina, Austrija, Njemačka, Nizozemska, Švicarska, Kanada i Sjedinjene Države. Krajem 1998. godine proveli su 25 dana na turneji i održali dvadesetak koncerata. Turneja je održana u organizaciji Hrvatske bratske zajednice, a s njima je također kao gostujući pjevač išao Stjepan Jeršek - Štef. 2006. godine još jednom nakon osam godina posjećuju Sjevernu Ameriku.
Nastupi
- Festivali tamburaške glazbe "Požega", "Slavonski Brod", "Vinkovačke jeseni" i ini.
- nastupi na TV i radio postajama
- brojne manifestacije lokalnog i državnog značaja
- brojni nastupi u turističkoj sezoni: Rovinj, Rab, Dubrovnik i drugi
- nastupi na sajmu turizma u Zagrebu, Splitu, gradovima Istre, kao turistička promidžba Grada i Županije
- Svjetski kongres farmaceuta – Beč, 2001. godine
- koncerti diljem Njemačke po sakralnim objektima za njemačke posjetitelje
- turneja po Kanadi i Sjedinjenim Državama u organizaciji Hrvatske bratske zajednice

## Članovi sastava
- Antun Tonkić - tamburaško čelo
- Nikola Gabrić - brač (a-basprim)
- Mladen Jurković - bugarija (kontra)
- Mato Danković - bisernica (prim)
- Mladen Boček - drugi brač (basprim)
- Damir Butković - vokal, bas (berda)
- Željko Danković - vokal, prvi brač (basprim)

Ostali članovi
- Marko Benić - član u mirovanju
- Mario Katarinčić - bivši član, čelović (e-basprim)
- Mihael Ferić - glazbeni suradnik

## Diskografija

### Studijski albumi
- 1993. - Evergreen (vlastito izdanje)
- 1994. - Folk & Evergreen (vlastito izdanje)
- 1995. - Poletit će Sokol moj (Croatia Records)
- 1996. - Halleluja (vlastito izdanje za njemačko tržište)
- 2001. - Prođoh sela, gradove (Orfej)
- 2005. - Pred zoru (vlastito izdanje)

### Kompilacije
- 1998. - America & Canada tour special (vlastito izdanje za potrebe turneje)
- 1998. - Hrastovi Slavonije ravne (vlastito izdanje za potrebe turneje)
- 1998. - Do nebesa nek se ori (vlastito izdanje za potrebe turneje)

### Ostala izdanja
- CD Dobro došli u Slavonski Brod – grad tamburaške glazbe (Turistička zajednica grada Slavonskog Broda)
- CD Dobro došli u Slavonski Brod (Turistička zajednica grada Slavonskog Broda)
- CD Razigrani Doro - izdanje Radio Brod
- Izdanja festivala "Zlatne žice Slavonije" iz Požege i "Festival domoljubne glazbe" Slavonski Brod.

## Vanjske poveznice
- Službene stranice Berde Banda  Arhivirana inačica izvorne stranice od 28. siječnja 2010. (Wayback Machine)